# John O’Dowd

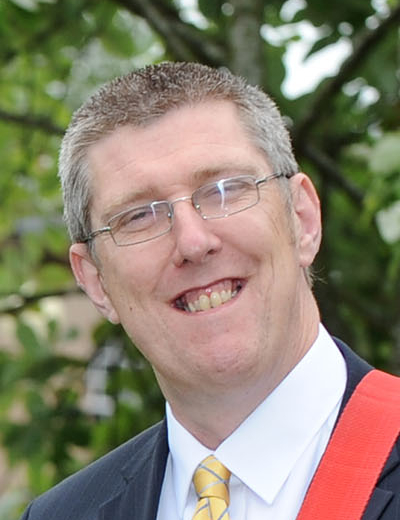
John O’Dowd als acting Deputy First Minister 2011

John O’Dowd (* 10. Mai 1967 in Tullylish, Nordirland) ist ein nordirischer Politiker der Sinn Féin.
Der ausgebildete Koch O’Dowd ist seit 2003 Mitglied der Northern Ireland Assembly für den Wahlkreis Upper Bann. Als Martin McGuinness bei den irischen Präsidentschaftswahlen im Oktober 2011 als Kandidat von Sinn Féin antrat, wurde für die Zeit des Wahlkampfes John O’Dowd  als kommissarischer Stellvertreter im Amt des stellvertretenden ersten Ministers bestimmt. Im Mai 2022 ersetzte er Nichola Mallon von der SDLP als nordirischer Infrastrukturminister und hatte das Amt bis Oktober desselben Jahres sowie erneut ab dem 3. Februar 2024 inne.